# Von-der-Heydt-Schacht

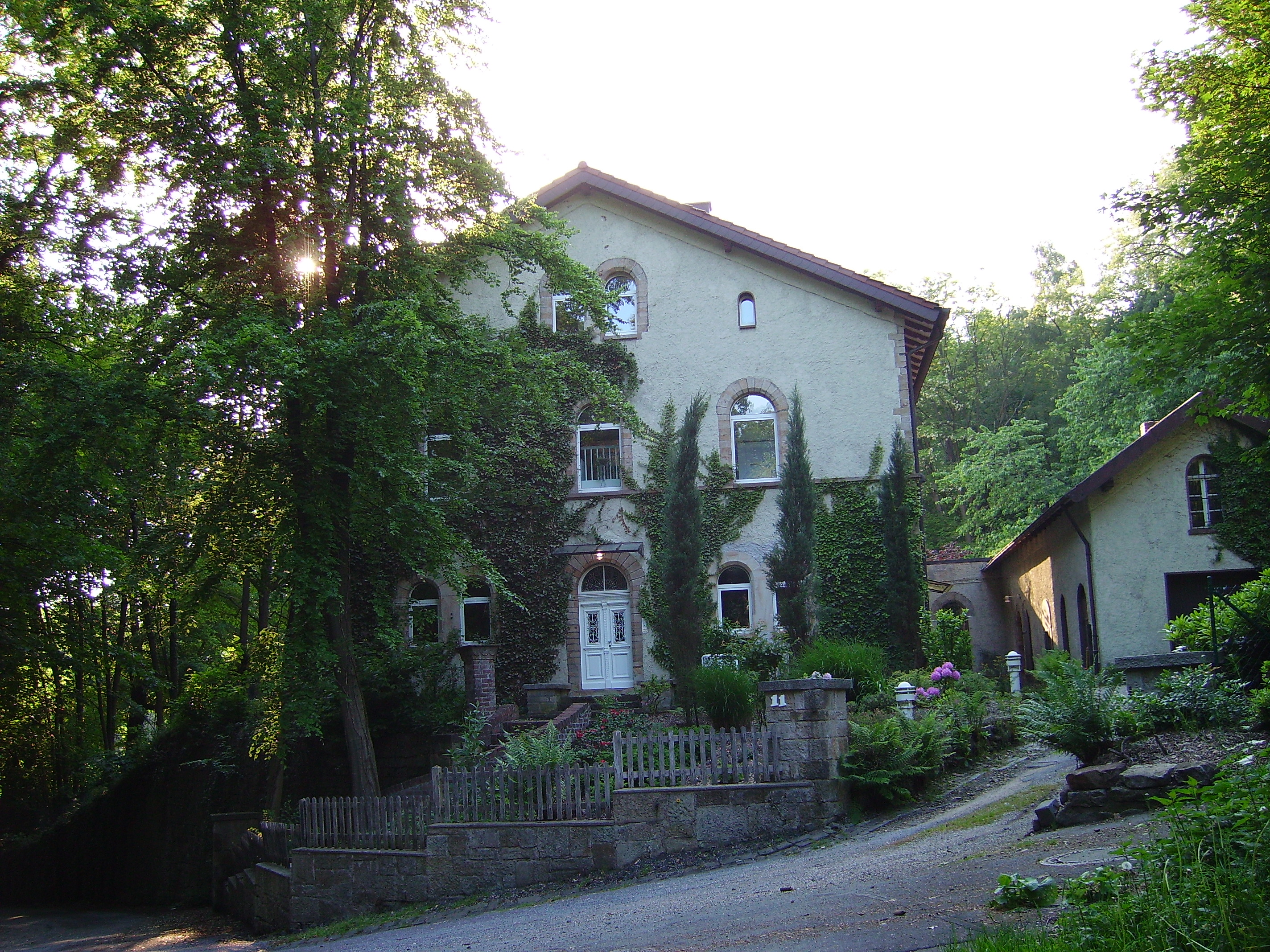
Gebäude des Schachtes

Der Von-der-Heydt-Schacht war ein Steinkohlebergwerk in Ibbenbüren. Es war nach dem Preußischen Finanzminister von der Heydt benannt. Es lag im Taleinschnitt der Plane oberhalb Ibbenbürens. Betrieben wurde er von 1851 bis 1885.

## Aufbau
Mit dem Bau der Hannoverschen Westbahn durch Ibbenbüren 1852 wurde es erforderlich, Kohle in der Nähe der Eisenbahn zu fördern, um unnötige Transportkosten zur Staatsbahn zu sparen. Das Stollenprojekt des Bodelschwingh-Stollen wurde daraufhin aufgegeben. Als Ersatz wurde der Von-der-Heydt-Schacht geplant, dessen erste Arbeiten wurden 1851 begonnen. Das noch heute bestehende Schachtgebäude wurde aus Bruchsteinen gemauert und erhielt ein Schieferdach. In dem Schachtgebäude befand sich ein Wasserhaltungsraum, Fördermaschinenraum sowie eine Wohnung für den Maschinisten, zu der auch Räume im ersten Stockwerk gehörten. Des Weiteren befanden sich im Inneren eine Steigerstube und ein Aufbewahrungsraum für die Arbeitskleidung. In einem höher aufgelegten Querbau war ein Kesselhaus untergebracht. Ein aus Ziegelsteinen gemauerter Schornstein maß 28 m. Im nördlichen Teil befand sich ein Kommissionszimmer. Das Dachgeschoss besaß 2 Zimmer. Im westlichen Giebel waren eine Uhr und die Schachtglocke angebracht. Das Zechenhaus liegt westlich im Tal. Es enthielt Schmiede, Kaue, Geldempfangslokal, Steigerwohnung und Materialstube. Sämtliche Gebäude wurden vom Maurermeister Heinrich Bruno aus Oelde erbaut. Östlich des Schachtes befanden sich drei Teiche, die das Kesselspeisewasser fassten. Mit einer Brücke wurde der Weg zur Bergehalde überquert.

## Geschichte
Das durch starken Wasserzufluss gebremste Abteufen wurde wiederholt wegen der zu starken Wasserzuflüsse unterbrochen. Dass diese Gegend wasserreich war, erschloss sich schon beim Bau des Schornsteins, als eine starke Quelle erschlossen wurde. Die erst gebräuchlichen Hilfsmittel zum Sümpfen des Schachtes (Handpumpe und Hebegefäße) erwiesen sich bald als unzureichend gegen das zuströmende Wasser. 1854 wurde von der Grube Laura aus Minden eine Wasserhaltungsmaschine geliehen. Sie hob das Wasser zur Bockradener Stollensohle, von der es abfloss. Die Fördermaschine des Schachtes wurde von der Prinz-Rudolf-Hütte aus Dülmen geliefert. Sie war doppeltwirkend und hatte 16 PS. Die Wasserzuläufe nahmen im weiteren Abteufen derart zu, dass diese bis zur Inbetriebnahme einer Hochdruck-Wasserhaltungsmaschine 1856 eingestellt wurden. Drei Kessel, die von der Gute-Hoffnungshütte geliefert wurden, übernahmen die Versorgung mit Dampf. Die gut ausgelasteten Pumpen gerieten an ihre Grenzen, als eine Kluft erschlossen wurde, die pro Minute 1 m³ brachte und der Schacht absoff. Durch Umbau der größeren Pumpe wurde die Leistung der Maschine verbessert, so dass der Schacht gesümpft werden konnte.

### Der tonnlägige Schacht
Da die Eisenbahnstrecke mittlerweile in Betrieb war und sich die Arbeiten am Von-der-Heydt-Schacht hinzogen, wurde westlich ein tonnlägiger Schacht auf Flöz Glücksburg niedergebracht. Dieser wurde nach vierjähriger Betriebszeit wieder stillgelegt. Diese einfallende Strecke erhielt später eine Verbindung zur 1. Tiefbausohle des Von-Oeynhausen-Schachtes. Sie diente lange zum Einfahren der Belegschaft. Wegen des Einfahrens der Grubenpferde des Von-Oeynhausen-Schachtes erhielt die Strecke den Namen Pferdestrecke.
Ein letztes Mal wurde sie von 1921 bis 1923 benutzt, als die Pachtgrube des Besitzers Wilhelm Schweppe aus Osnabrück sie zur Förderung aus seiner Pachtgrube benutzte.

### Fertigstellung
1857 konnte die regelmäßige Förderung aufgenommen werden. Mit den eisernen Förderkörben konnten je zwei Förderwagen gehoben werden, diese führen dann im westlich des Schachtes im Tal gelegenen Schachtstollen zu Tage. 1858 und 1861 wurden im östlichen Betriebsteil Wetterschächte abgeteuft. 1861 wurde der Dickenberger Tiefenstollen mit dem Schacht durchschlägig. Hier endete dieser mit einer Gesamtlänge von 7,5 km. 1871 wurde das Flöz Bentingsbank bei 71 m Durchteuft und eine Bausohle angesetzt. Im Osten erstreckte sich das Abbaufeld bis zum Rochusberg, dem Ende des Steinkohlengebirges. 1874 wurde der Schacht bei 98 m Teufe fertiggestellt. Ein Querschlag erschloss mit 107 m das nördliche Feld des Flözes Bentingsbank. Der Transport der Kohle erfolgte ab 1856 kurz vor der Eröffnung der Eisenbahn zum Bahnhof Ibbenbüren. Diese Bahn war seit 1846 schon für den Beustschacht geplant gewesen, wurde aber nie durchgeführt. Pferde zogen die Wagen zum Bahnhof. Am Bremsberg wurden über eine Seilscheibe die leeren Wagen hochgezogen und die vollen hinabgelassen. Am Bahnhof befanden sich Verladeeinrichtungen zum Verladen der Kohle. Ab 1862 erfolgte die Förderung über den Ibbenbürener Förderstollen. Die Kohlebahn wurde überflüssig und abgebrochen. Durch den Bau und den Durchschlag des Von-Oeynhausen-Schachtes mit dem Förderstollen und dem Von-der-Heydt-Schacht sah man vom weiteren Betrieb ab, da dieser neue Felder hätte erschließen müssen und legte ihn 1885 still.